# Deutenhofen (Altomünster)
Deutenhofen ist ein Gemeindeteil von Altomünster im oberbayerischen Landkreis Dachau. Am 1. Januar 1972 kam das Dorf Deutenhofen als Ortsteil von Stumpfenbach zu Altomünster.

## Geschichte
Der Ort taucht erstmals im 13. Jahrhundert in den Grundbüchern der Klöster Scheyern und Altomünster als „Titenhoven“ auf.

## Baudenkmäler
- Vierseithof, erbaut Ende des 19. Jahrhunderts